# Marore

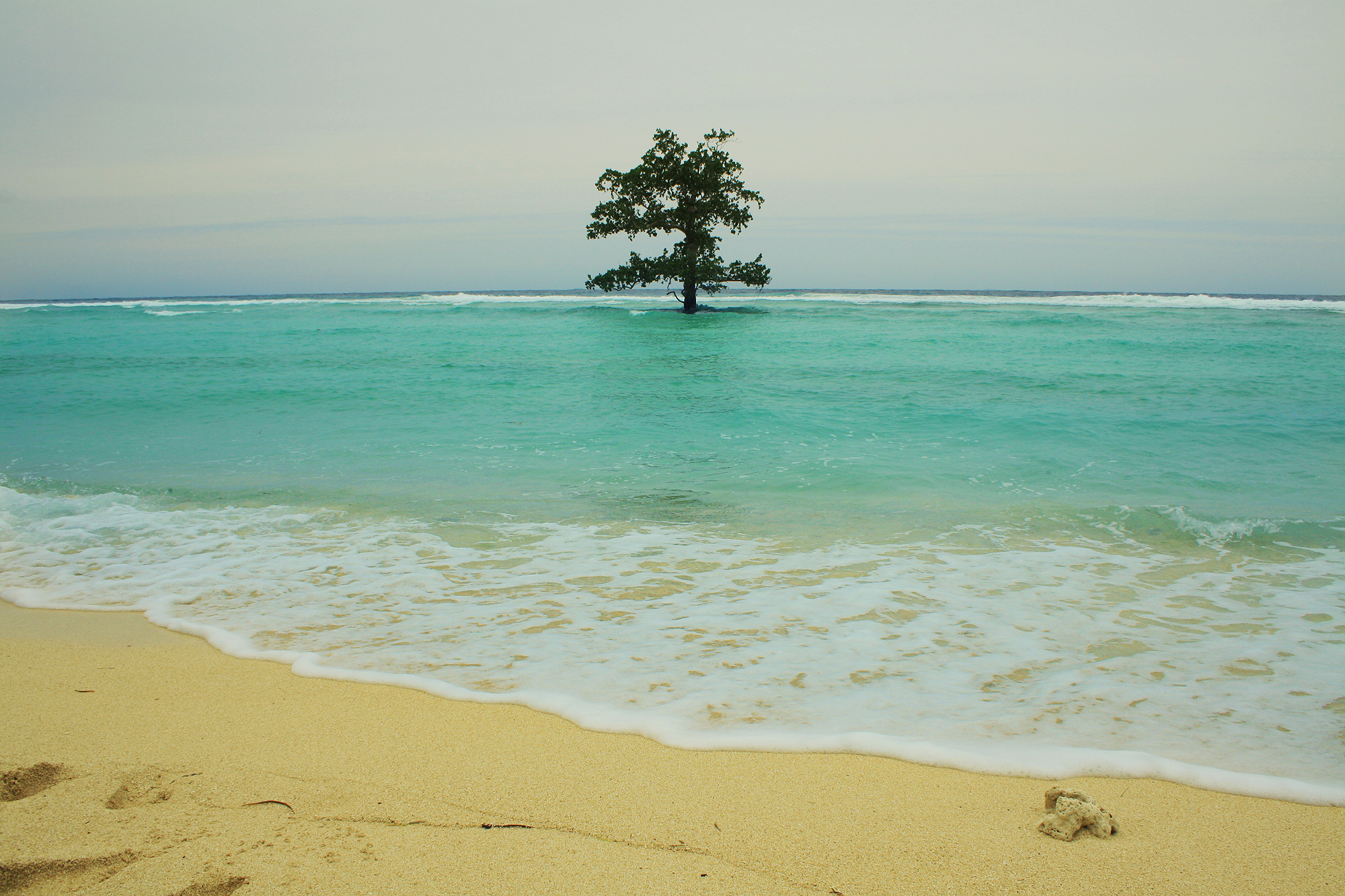
Plage à Marore.

Marore est une île frontalière d'Indonésie située dans la mer de Célèbes et à la frontière avec les Philippines. Marore fait partie du kabupaten des îles Sangihe, dans la province de Sulawesi du Nord. L'île est située au nord de l'île de Sangihe. 